# فرانسيس إم. بييل
فرانسيس إم. بييل (بالإنجليزية: Frances M. Beal)‏ هي ناشِطة أمريكية، ولدت في 13 يناير 1940 في بينغامتون في الولايات المتحدة.